# Geneviève Calame
Geneviève Calame (geboren am 30. Dezember 1946; gestorben am 8. Oktober 1993) war eine schweizerische Pianistin, Lehrerin und Komponistin.

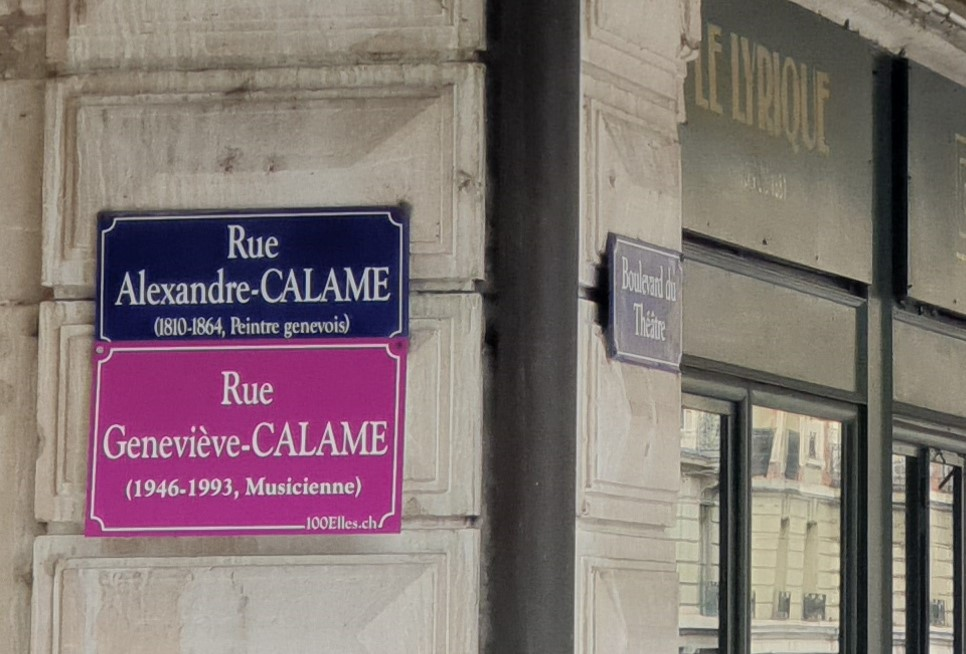
Strassenschild in Genf

## Biographie
Geneviève Calame wurde in Genf geboren, war aber griechisch-italienischer Herkunft. Sie studierte in Genf Klavier bei Lottie Morel und in Rom bei Guido Agosti. Dann führte sie ihr Studium in Genf bei Louis Hiltbrand und Jacques Guyonnet weiter. Sie absolvierte zudem Kompositionskurse in London bei Pierre Boulez, in Liège bei Henri Pousseur und in Paris bei Jean-Claude Éloy. Anschliessend studierte sie die Technik der elektronischen und elektroakustischen Musik in New York bei Hubert Howe und Bill Etra.
Nach der Beendigung ihrer Studien arbeitete Calame als Komponistin und Musikerin beim Studio de musique contemporaine in Genf. 1971 gründete sie mit Jacques Guyonnet ein Studio für elektronische Musik und Videoinformation unter dem Namen ART (Artistic Research Team). Sie begann audiovisuelle Installationen zu kreieren. Zwischen 1972 und 1983 spielte sie mehrere Male als Solistin im Studio de musique contemporaine (Genf).
Im Jahre 1972 heiratete sie Jacques Guyonnet. Das Ehepaar hatte zwei Kinder.
Geneviève Calame entwickelte eine Lehrmethode der elektronischen Musik für Kinder. Von 1975 bis 1993 lehrte sie bei der Kommission für Erziehung in Genf und an der École Supérieure d’Art Visuel. Ab 1976 präsidierte sie die Genfer Sektion der Gesellschaft für zeitgenössische Musik. Sie war führend in der Videokunst, in der sie mehrere hundert Werke schuf, ausgehend von fixen Bildern. Dieses Werk wurde in Cannes bei MIP TV, bei den ART Studios Genf, im Kunstmuseum Lausanne mit René Berger, in Rio de Janeiro bei Cecília Meireles und in der Serpentine Gallery in London gezeigt. Calame starb im Jahre 1993 in Tijuana (Mexiko).

## Werk
Geneviève Calame komponierte für Orchester, Kammerensembles, Gesang, Ballett, Elektronik, Performance und Multimedia. Ihre Werke sind:
- L’Oiseau du matin (1972), Ballett
- Mantiq-al-Tayr (1973) für Flöte, Bassflöte und vier elektronische Quellen
- Différentielle verticale (1974) für Sopran und Symphonieorchester
- Lude (1975) für Harfe
- Iral (1975) für vier Trompeten und vier Posaunen
- Géométrie I, II, III (1975–1976), Video-Kassette
- Le chant remémoré (1975), Video-Kassette
- Alpha futur (1976) für Symphonieorchester und Sopran
- Labyrinthes Fluides (1976), Video-Kassette[2]
- Vidéo Tableaux (1976–1977)
- Videocosme (1976) pour le poème électronique de Edgar Varèse, Video-Kassette
- StEpHAnE mAllArmE (1977) ou Un coup de dés jamais n’abolira le hasard … für Kammerorchester
- Et l’Oeil rêve … (1977), poème visuel
- Les Aubes d’Onomadore (1978) für afrikanische Instrumente und Sinfonieorchester
- Le Son-Qui-Fut-Mille (1978) für vier elektronische Quellen und Schlaginstrumente
- Mandala (1978) für 7 Trompeten oder 7 Frauenstimmen
- L’Homme-Miroir (1979) für Blasorchester, Schlagzeug und vier elektronische Quellen
- Je lui dis … (1980) für Kammerorchester
- Oniria (1981) für Klavier und Tonband
- Calligrammes (1983–1984) für Harfe und Kammerorchester
- Océanides (1986) für Kammerorchester
- Swing (1986) für Klavier
- Sur la margelle du monde (1987) für Kammerorchester
- Le Livre de Tchen (1988) für drei Schlagzeuger und Mime
- Vent solaire (1989–1990) für Shakuhachi und Orchester
- Incantation (1989) für Orgel
- Cantilène (1990) für Violine solo
- Dragon de lumière (1991) für drei Blas- und fünf Streichinstrumente
- Le chant des sables (1992) für Cello, Harfe und Gongs
- Echo (1992) für Flöte
- Hi Summer (1993) für Stimme, Harfe, Schlagzeug und Synthesizer

## Ehrungen
Im Jahre 2019 wurde in Genf, im Rahmen des Projektes 100Elles renommer, eine Strasse nach ihr benannt.